# 一桜村
一桜村（いちおうむら）は山梨県東八代郡にあった村。現在の笛吹市一宮地区の中心部にあたる。

## 地理
- 河川：日川

## 歴史
- 1874年（明治7年）12月7日 - 八代郡一ノ宮村・末木村・本都塚村・北都塚村・小城村・下矢作村が合併して一桜村となる。
- 1878年（明治11年）7月22日 - 郡区町村編制法の施行により、一桜村が東八代郡の所属となる。
- 1889年（明治22年）7月1日 - 町村制の施行により、一桜村が単独で自治体を形成。
- 1903年（明治36年）9月25日 - 国立村・清野村と合併して一宮村が発足。同日一桜村廃止。